# Горевий Михайло Віталійович
Михайло Віталійович Горевий (нар.. 19 травня 1965, Москва, Російська РФСР, СРСР) — радянський і російський актор театру і кіно, театральний режисер, педагог.

## Біографія
Михайло Горевий народився 19 травня 1965 року в Москві.
У 1987 році закінчив акторський факультет Школи-студії МХАТ (керівники курсу — Віктор Карлович Монюков, Володимир Миколайович Богомолов).
З 1987 по 1989 роки служив в молодіжному театрі-студії «Сучасник-2» під керівництвом свого однокурсника Михайла Єфремова, створеному в 1987 році випускниками Школи-студії МХАТ при Московському державному театрі «Современник» . Був задіяний у виставах «Ляпас» (за мотивами роману «Заздрість» Юрія Олеші) і «Тінь» (за однойменною п'єсою-казкою Євгена Шварца) в постановці Михайла Єфремова.
З 1989 по 1991 роки — актор Московського академічного театру імені Володимира Маяковського.
На початку 1990-х років Горевий переїхав до США разом з родиною. Там він заробляв, виконуючи різну роботу, головним чином, не пов'язану з кіно і театром.
Повернувшись до Росії в 1996 році, заснував театр «Фабрика театральних подій». У 2000-х роках став порівняно затребуваним актором в кіно і на телебаченні.
Михайло затребуваний в голлівудському кіно, куди його запрошують, як правило, на ролі «росіян». Актор підтримує дружні стосунки з кінорежисером Стівеном Спілбергом, у якого він знявся в ролі радянського дипломата Івана Шишкіна у фільмі «Міст шпигунів» (2015).

### Особисте життя
- Дочка — Дарина Михайлівна Горева (нар.. 1986).
- Перша дружина (в шлюбі з 1988 по 2002) — актриса Анна Марголіс (нар.. 1968).
  - Син — Дмитро Михайлович Горевий (нар.. 1989), актор, оператор.

## Творчість

### Роботи в театрі
Молодіжний театр-студія «Сучасник-2» під керівництвом Михайла Єфремова при Московському державному театрі «Современник»
- 1987 — «Ляпас» за мотивами роману «Заздрість» Юрія Олеші (режисер — Михайло Єфремов) — німець[4]
- 1988 — «Тінь» за однойменною п'єсою-казкою Євгена Шварца (режисер — Михайло Єфремов) — учений (Християн-Теодор)[4]

Московський академічний театр імені Володимира Маяковського
- 1989 — «Ящірка» за однойменною п'єсою Олександра Володіна (режисер — Євген Лазарев) — викрадач
- 1989 — «Театр часів Нерона і Сенеки» за однойменною п'єсою Едварда Радзинського (режисер — Андрій Гончаров) — Амур
- 1989 — «Уроки музики» за однойменною п'єсою Людмили Петрушевської (режисер — Сергій Арцибашев) — Микола
- 1991 — «Вікторія» Теренса Реттігана (режисер — Андрій Гончаров) — Джордж

Державний театр націй (Москва)
- 2017 — «Аудієнція» за однойменною п'єсою Пітера Моргана (режисер — Гліб Панфілов ; прем'єра — 25 квітень 2017 року) — Вінстон Черчилль, прем'єр-міністр Великої Британії[6]
- 2017 — «Салемські відьми» за п'єсою Артура Міллера в Театрі на Малій Бронній (режисер — Сергій Голомазов. Прем'єра — 20 квітень 2017 року) — Денворт, суддя, повноважний представник губернатора.
- 2017 — «Горе від розуму» за п'єсою Олександра Грибоєдова в Театрі на Малій Бронній (режисер — Павло Сафонов. Прем'єра — 22, 23 грудня 2017 року) — Фамусов.

### Фільмографія
1. 1988 — Крок (СРСР, Японія) —  Вєнька-лаборант
2. 1989 — Грань —  Микола Петрович Антонов, доктор
3. 1989 — Молода людина з хорошої сім'ї —  Ленчик
4. 1990 — Уроки музики —  Микола
5. 1990 — Завтра була війна (фільм-спектакль) —  Валя Александров
6. 1992 — Аляска, сер! —  Яцек
7. 1993 — Аукціон (інша назва — Наш шибеник скрізь поспів) —  Сидоров
8. 1996 — President і його жінка —  Олексій Юхимович (Алекс)
9. 1999 —  2000 — Каменська 1 (фільм № 6 «Смерть і трохи любові») — Марат Олександрович Латишев
10. 2000 — Маросейка, 12 (фільм № 3 «Мокра справа») —  Валера Кріксін
11. 2000 — Зупинка на вимогу —  Федотов
12. 2001 — Фаталісти —  Генрі
13. 2002 — Помри, але не зараз (англ. Die Another Day; США, Велика Британія; 20-й фільм «Бондіани») —  Влад Попов, російський вчений, творець «Ікара»
14. 2002 — Цирк — #  2003 — Next 3 —  Мілевський, психіатр
15. 2003 — Антикілер 2: Антитерор —  Миша печінкою («Печена»), наркодилер
16. 2003 — Закон Мерфі (англ. Murphy's Law; Велика Британія) —  Микола
17. 2003 — Як би не так —  Макс
18. 2004 — Надія йде останньою —  Сергій Рогозін
19. 2004 — Холостяки —  «Труба», один головних героїв
20. 2005 — Дзеркальні війни. Віддзеркалення перше —  Манфред, найманець
21. 2005 — КДБ в смокінгу —  Матвій Тополов, полковник КДБ СРСР
22. 2005 — Чоловічий сезон: Оксамитова революція —  клерк
23. 2005 — Убійна сила 6 (серія № 11 «Ставки зроблені») —  Заботін, господар грального будинку
24. 2006 — Бандитський Петербург 9. Голландський пасаж —  Максим Олексійович Федоров
25. 2006 — Битва за космос (англ. Space Race; документальний) —  Іван Олександрович Сєров, голова Комітету державної безпеки СРСР
26. 2006 — Мустанг —  Денисов  (не був завершений)
27. 2006 — Полювання на генія —  Сергій Бутенко, мікробіолог
28. 2006 — Зрушення —  Марков
29. 2006 — Точка —  «Господар»
30. 2006 —  2007 — Янгол-охоронець —  Інокентій Апполоновіч Иволгин, адвокат, повірений сім'ї Крижевський, таємно займається злочинною діяльністю
31. 2007 — Та, що біжить по хвилях —  капітан Гез
32. 2007 — Бій з тінню 2: Реванш —  Майкл Левінські, спортивний промоутер Артема Колчина в Америці
33. 2007 — Ярик —  «покупець», кур'єр організованої злочинної групи
34. 2007 — Марш Турецького. Повернення (фільм № 4 «Журавлина») —  Дмитро Шумілов, розробник унікального імуномодулятора «Журавлина», батько Гната
35. 2007 — Ситуація 202 (фільм № 4 «Особливий період») —  голова правління
36. 2008 — 45 см (не був завершений) —  бос
37. 2008 — Божевільний листопада —  Сергій Володимирович Сильвестров, кінорежисер
38. 2008 — Панове офіцери: Врятувати імператора —  Лозинський, прапорщик
39. 2009 — Вольф Мессінг: бачив крізь час —  Ерік Ян Хануссен, австрійський ясновидець
40. 2009 — Будинок на Озерній —  телепродюсер
41. 2009 — Журов (фільм № 6 «Передвиборний хід») —  Сергій Вікторович Бородін, кандидат в мери міста Задільське
42. 2009 — Кромов —  Вадим Гончаров
43. 2009 — Лопухи: епізод перший —  «Патриція Каас», помічник боса мафії
44. 2009 — На грі —  Віктор Покровський
45. 2009 — Шлях —  людина в чорному
46. 2009 — Найкращий фільм 2 —  «Горбунов»
47. 2009 — Випадковий запис —  Олександр Миколайович Вапілов
48. 2009 — Я буду жити! —  Михайло, продюсер
49. 2010 — Варення з сакури (епізод № 1 «Японський городовий») —  Лазар Іванович, кредитор
50. 2010 — Енігма (серія № 6 «Цілитель») —  Олександр Цибін
51. 2010 — Будинок сонця —  співробітник КДБ
52. 2010 — Дочки-матері —  Геннадій Олексійович, чоловік Ніни
53. 2010 — Анжеліка —  Борис Сергійович
54. 2010 — Даїшники (фільм № 9 «Останній патрон») —  Сергій Петрович Родичев, президент холдингу «КіттіКіс»
55. 2010 — Остання хвилина (серія № 11 «Кастинг») —  Шуляк, актор
56. 2010 — Єфросинія —  Роман Борисович Бобров, геолог, начальник експедиції
57. 2010 — На грі: Новий рівень —  Віктор Покровський
58. 2010 — Розкрутка —  Олексій Андрійович Тихонов («Тиша»), приватний детектив, колишній оперуповноважений
59. 2010 — Солдати-16 —  викрадач
60. 2010 — Квіти від Лізи —  Сава, дизайнер одягу
61. 2011 — Бій з тінню 3D: Останній раунд —  Майкл Левінські, спортивний промоутер Артема Колчина в Америці
62. 2011 — Манна небесна —  Сергій Дюдіков («Дюдя»), кур'єр
63. 2011 — Дві дами в Амстердамі —  «Врубель»
64. 2011 — Мисливці за діамантами —  Костянтин Олексійович Коренев, полковник міліції, новий начальник Шахова
65. 2011 — П'ять наречених —  Кузичев, політрук
66. 2012 — Костоправ (серії № 9 «Вампір» і № 11-12 «БІОТЕРОР») —  Петро Євграфович Стасов
67. 2012 — Мами (новела № 3 «Я — не Коля») —  Свинцов
68. 2012 — Соловей-розбійник —  Григорій Поляков («Поля Грек»)
69. 2012 — Лягавий —  Ігор Віталійович Павлівкер, майор НКДБ
70. 2012 — Справа слідчого Нікітіна —  Микола Пінчук, співробітник НКВД
71. 2012 — Квочка, або Неймовірні пригоди росіян в Панамі —  Кирило, наречений
72. 2012 — Цікава Варвара (серія № 3 «Собача робота») —  Максим Федорченко, товариш Сенчина
73. 2012 — Віддам кошенят в хороші руки —  Олег Едуардович Ниткін, новий власник і директор радіостанції
74. 2013 — Учитель в законе. Повернення —  Арнольд Віталійович Вернер («Циркач»)
75. 2013 — Віолетта з Атамановки —  Григорій Орлов, батько Надії
76. 2013 — Доктор Смерть —  Кирило Тюльпанів, актор, брат Єгора
77. 2013 — У спорті тільки дівчата —  Ігор Леонідович, керуючий
78. 2013 — Кремень. Звільнення —  Грушницький, лідер угруповання контрабандистів
79. 2013 — Холодна страва —  Сергій Андрійович Дьомін
80. 2014 — Лягавий 2 —  Ігор Віталійович Павлівкер, в'язень, полковник НКГБ / МДБ
81. 2014 — Московська хорт —  Морозов
82. 2014 — Легкий на спомин —  Борис
83. 2014 — Висока кухня —  Юрій Юдін
84. 2014 — Форт Росс: У пошуках пригод —  капітан піратів
85. 2014 — Контужений, або Уроки плавання вільним стилем —  Георгій Кочеревський («Кочерга»), наркобарон
86. 2014 — Марш-кидок. Полювання на «Мисливця» —  Горін
87. 2014 — Метеорит —  Кирило Степанович Сазонов («Сазан»), кримінальний «авторитет»
88. 2014 — Чемпіони (новела «Біатлон») —  тренер
89. 2014 — Таємне місто —  «Скиглій»
90. 2014 — Таємне місто 2 —  «Скиглій»
91. 2015 — Міст шпигунів (США) —  Іван Олександрович Шишкін, радянський дипломат
92. 2015 — Зворотній бік Місяця 2 —  Никифоров, водій
93. 2015 — Клітка —  Юхимович
94. 2015 — Перехрестя долі —  Мельницький
95. 2015 — Світло і тінь маяка —  Андрій Головін
96. 2016 — Шукач (серія № 2) —  Денис Будров, співробітник Федеральної міграційної служби, товариш полковника Мішина
97. 2016 — Майстер-клас від (Відчайдушні напарники) (Гонконг, США, КНР) —  Дмитро
98. 2016 — Слідчий Тихонов —  Павло Панасович, викладач московської консерваторії, коханець Обнорского
99. 2016 — Катерина. Зліт —  Степан Іванович Шешковський, таємний радник Таємної експедиції
100. 2017 — Свідки (серія № 1 «Заручник») — епізод
101. 2017 — Ковчег —  Павло, мер, однокласник Миколи
102. 2017 — Тілоохоронець кілера (США) —  Левітін, адвокат Владислава Духович  (в титрах — Майкл Гор)
103. 2018 — Магія понад усе —  Верховний Чародій
104. 2018 — Клубаре
105. 2018 — Непрощенний —  Володимир Савчук
106. 2018 — Хантер-Кіллер (США) —  генерал Дуров
107. 2018 — Презумпція невинності —  Артур Олегович, кримінальний бізнесмен
108. 2018 — Куля —  Сергій Максимович Антонов
109. 2018 — Вася Обломов — Ласкаво просимо —  Лікар
110. 2019 — Скажи що-небудь хороше —  Роман Аркадійович Поляков, кримінальний бізнесмен
111. 2020 — Переклад з німецької —  Порфирій Гнатович Червоненко
112. 2020 — Бодибилдер —  Віктор (дослідник, лікар швидкої допомоги)
113. 2020 — Вир —  Гартуков, колишній директор дитбудинку
114. 2020 — Катран —  Анатолій Анатолійович Степанов, відповідальний працівник Загального відділу ЦК КПРС
115. 2021 — Червоний привид —  актор
116. 2021 — Життя за викликом — Баринов Ігор Анатолійович